# Cincinnati Bell
Cincinnati Bell se fundó en 1873 como una empresa de telégrafos estadounidense en la que durante gran parte de su historia fue una franquicia de Bell System. En la década de 1990, Cincinnati Bell se expandió al acceso a Internet y los servicios de telefonía móvil.
La empresa vendió su servicio de telefonía móvil en el 2014 para centrarse en los servicios empresariales y de la fibra óptica.

## Historia
Fue adquirida en septiembre de 2021 por la Macquarie Infrastructure and Real Assets y en la que es rebautizada como Altafiber en marzo de 2022. The Hawaiian Telcom acquisition grew Cincinnati Bell's fiber network to over 14 000 millas (22 530,8 km).